# روي فونتي
روي بيدرو دا روكا فونتي (بالبرتغالية: Rui Pedro da Rocha Fonte) مواليد 23 أبريل 1990 في بينافيل، هو لاعب كرة قدم برتغالي يلعب لنادي سبورتينغ براغا كمهاجم.

## السيرة الذاتية
لاعب كرة قدم برتغالي ولد في يوم 23 أبريل 1990 في مدينة بينافيل في البرتغال، يلعب حالياً مع نادي سبورتينغ براغا وسبق له اللعب مع نادي أرسنال وكريستال بالاس وسبورتينغ لشبونة و فيتوريا سيتوبال ونادي إسبانيول ونادي بنفيكا ونادي بيليننسش.

## روابط خارجية
- روي فونتي على موقع الاتحاد الأوربي (الإنجليزية)
- روي فونتي على موقع قاعدة بيانات كرة القدم.إي يو (الإنجليزية)
- روي فونتي على موقع ليكيب (الفرنسية)
- روي فونتي على موقع Soccerbase.com (لاعب) (الإنجليزية)
- روي فونتي على موقع Soccerway.com (الإنجليزية)
- روي فونتي على موقع عالم كرة القدم.نت (الإنجليزية)
- روي فونتي على موقع AS.com (الإسبانية)